# Instint bàsic
Instint bàsic és una pel·lícula estatunidenca de 1992, dirigida per Paul Verhoeven i protagonitzada per Sharon Stone (una vegada Kim Basinger rebutjà el paper) i Michael Douglas. La pel·lícula fou nominada a dos Oscar, a la millor música, i al millor muntatge. Fou un dels films més taquillers de l'any, obtenint prop de 353 milions de dòlars arreu del món. Amb Instint bàsic s'inicien tota una sèrie de thrillers eròtics, posant de moda el paper de femme fatale. Aquesta pel·lícula ha estat doblada al català.

## Argument
Un conegut músic de rock, Johnny Boz, és assassinat al propi llit de ca seva, mentre mantenia relacions sexuals. L'inspector Nick Curran (Michael Douglas) queda encarregat de la investigació del cas. Les seves sospites se centren en Catherine Tramell (Sharon Stone), una dona molt atractiva i sensual que escriu novel·les policíaques, i que manté una relació amb la víctima. Curran s'adona que l'homicidi comès coincideix exactament amb el que descriu Catherine en una de les seves històries. Catherine, amb gran poder de persuasió i, especialment, de seducció, manipula Curran, que arriba a sentir-se pertorbat per ella.
Aleshores s'inicia una trama, lligada perfectament a l'argument de la novel·la de Catherine, on els assassinats i les escenes de sexe ocupen la part més important de l'argument, en què també participa la psicòloga Beth Garner (Jeanne Tripplehorn).

## Repartiment
- Michael Douglas: Detectiu Nick Curran
- Sharon Stone: Catherine Tramell
- George Dzundza: Detectiu Gus Moran
- Jeanne Tripplehorn: Dr. Beth Garner / Lisa Hoberman
- Denis Arndt: Tinent Phillip Walker
- Leilani Sarelle: Roxanne "Roxy" Hardy
- Bruce A. Young: Andrews
- Chelcie Ross: Capità Talcott
- Dorothy Malone: Hazel Dobkins
- Wayne Knight: John Correli
- Daniel von Bargen: Tinent Marty Nilsen
- Stephen Tobolowsky: Dr. Lamott
- Benjamin Mouton: Harrigan
- Jack McGee: xerif
- Bill Cable: Johnny Boz
- William Duff-Griffin: Doctor Myron
- James Rebhorn: Dr. McElwaine

## Localitzacions
La pel·lícula està rodada a San Francisco, i inclou localitzacions com el Johnny Bozís Rock Club o el Rohnert Park Healthcare Center. La residència de Catherine Tramell és un habitatge situat a Baker Street, a Pacific Heights; la seva casa de la platja és una mansió luxosa situada a les montanyes de Carmel, a Spindrift Road; l'apartament de Nick Curran és en un edifici de Montgomery Street, i la casa de Hazel Dobkins és a Liberty Street.

## Guardons

### Nominacions[3]
- Oscar a la millor banda sonora
- Oscar al millor muntatge
- Globus d'Or a la millor actriu dramàtica
- Globus d'Or a la millor banda sonora original